# Nordstad

Carte des pôles urbains du Luxembourg avec :
Nordstad
Agglomération de Luxembourg (Agglolux)
Première couronne de l'agglomération précitée
Région Sud
Communes hors pôle urbain

La Nordstad (en français : Ville du Nord) est un des trois pôles urbains et un pôle de développement situé au nord du Luxembourg.

## Définition
Le STATEC défini les pôles urbains en fonction de deux critères, sur la base des travaux du LISER menés en 2008 et 2009 : la morphologie urbaine, en termes de densité de population et de continuité du bâti et la fonctionnalité, autrement dit le nombre de pendulaires venant travailler dans cette agglomération.

## Géographie
La Nordstad est une agglomération réunissant plusieurs communes le long de la basse vallée de la Sûre et en partie de celle de l'Alzette.
Agglomération polycentrique, elle compte deux « grandes villes » ou villes-centres : Diekirch et Ettelbruck.

## Population du pôle urbain
| Commune                   | Canton   | Superficie | Population | Densité (en hab./km²) |
| ------------------------- | -------- | ---------- | ---------- | --------------------- |
| Bettendorf                | Diekirch | +0023,24   | +003 116,  | 134,1                 |
| Colmar-Berg               | Mersch   | +0012,31   | +002 480,  | 201,5                 |
| Diekirch (grande ville)   | Diekirch | +0012,42   | +007 336,  | 590,7                 |
| Erpeldange-sur-Sûre       | Diekirch | +0017,97   | +002 596,  | 144,5                 |
| Ettelbruck (grande ville) | Diekirch | +0015,18   | +010 149,  | 668,6                 |
| Schieren                  | Diekirch | +0010,41   | +002 123,  | 203,9                 |
| Total                     | Total    | +0091,53   | +027 800,  | 303,72                |

## La Nordstad, un pôle de développement

### Histoire
La création de la Nordstad est due à l'action de l'économiste luxembourgeois Adrien Ries (en) qui lance l'idée de ce concept en 1973 afin de décentraliser le pays par rapport à sa capitale et à la région d'Esch-sur-Alzette.
Il faudra toutefois attendre les années 2000 pour que la création de la « Nordstad » soit effective, la « convention pour un développement intercommunal coordonné et intégratif des communes de la Nordstad » est finalement signée le 26 avril 2006. Une seconde convention est signée en 2014 pour les cinq années qui suivent. La convention constitue la base légale de coopération entre les communes membres et l'État luxembourgeois.
Les sept objectifs de la Nordstad sont :
- promouvoir la compétitivité économique et la création de nouveaux emplois ;
- améliorer la cohésion économique, sociale et territoriale ;
- respecter l’environnement naturel ;
- améliorer le transport et les réseaux à l’échelle communale, régionale, nationale et européenne ;
- promouvoir le développement durable et la qualité de vie ;
- promouvoir le tourisme et assurer un marketing efficace de la région ;
- développer des synergies pour l'ensemble des services communaux.

Début 2020, le syndicat intercommunal « ZANO », créé initialement pour le développement de la zone d'activités économiques est transformé en un syndicat intercommunal à vocation multiples, le « Syndicat intercommunal Nordstad », qui regroupe toujours les six communes du pôle urbain, qui a pour principales missions :
- le développement urbain ;
- le développement économique ;
- le développement du loisir, de la culture et du tourisme ;
- et  leur promotion.

### Projets
En 2018, la Nordstad mène plusieurs projets sur son territoire, dont le réaménagement de la gare d'Ettelbruck ou encore celui du centre-ville d'Erpeldange-sur-Sûre.
En mars 2021, un communiqué de presse émanant des conseilleurs communaux d'Erpeldange-sur-Sûre s'interroge sur la manière dont le syndicat de la Nordstad va trouver l'argent nécessaire au rachat du château de Birtrange. En effet, il semblerait qu'à l'initiative de la commune d'Erpeldange, le syndicat se propose de racheter le château. Pour autant, l'information gardée secrète révèle qu'aucune concertation entre les communes n'a eu lieu et qu'aucun plan financier n'a été réalisé. Finalement, le syndicat intercommunal Nordstad ne remporte pas les enchères.

### D'une agglomération à une commune unique?
La Nordstad n'est pas encore une ville à proprement parler malgré son nom, il s'agit d'une agglomération de six communes dont la population totale s'élève à environ 25 000 habitants : Bettendorf, Colmar-Berg, Diekirch, Erpeldange-sur-Sûre, Ettelbruck et Schieren.
Au mois de novembre 2018, la commune de Colmar-Berg annonce ne pas vouloir s'engager dans les éventuelles négociations de fusion avec les cinq autres communes de la Nordstad.
En mars 2021, par courrier, les communes de Bettendorf, Diekirch, Erpeldange-sur-Sûre, Ettelbruck et Schieren ont exprimé leur volonté d'obtenir une aide financière de l'État à hauteur de 5 000 € par habitant à la ministre de l'Intérieur, Taina Bofferding. Dans un communiqué du gouvernement, la ministre souhaite prendre le temps d'y réfléchir et d'analyser le montant de l'aide souhaité en raison de son caractère inédit. À l'époque, il était estimé que si les démarches nécessaires arrivaient à terme, ces communes aurait pu fusionner à temps pour les élections communales de juin 2023.
En décembre 2021 le ministère de l'Intérieur a proposé une aide spéciale à hauteur de 58 854 000 €, doublant l'offre initiale.
En mars 2024, selon Claude Geis, bourgmestre d'Erpeldange-sur-Sûre, les négotiations intercommunales reprennent, visant un référendum en 2027 qui aboutirait à la fusion des communes en 2029. En octobre 2024, le collège échevinal de la commune de Bettendorf annonce vouloir se retirer du projet de fusion.